# Brokad

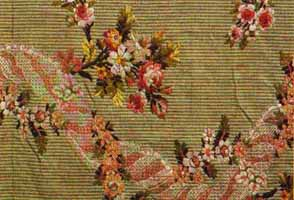
Sidenbrokad, fransk, 1760

Brokad (av ital. broccato, eg. "genomstucket") är ett sidentyg med ornament eller figurer i olika färger på monokrom botten. 
Egentligen menas med begreppet endast broscherade vävnader vävda i praktfullare material som guld, silver och siden på botten av siden eller sammet. Det kan även användas om andra praktvävnader som inte är broscherade och där alla mönstertrådar löper över hela bredden och annars inte är egentlig brokad.
Det förekommer även att andra polykroma tyger exempelvis kappfoder i halvsiden kallas brokad.
De praktfullaste brokaderna vävdes i Italien under 1300–1500-talen samt i Frankrike under 1600- och 1700-talen. Även i Spanien tillverkades under renässansen dyrbara brokader.
Brokateller kallas enklare vävnader, främst i halvsiden, ylle och linne, som hade invävda metalltrådar och avsåg att efterlikna brokaderna, vars mönster de ofta troget följde. Under hög- och senrenässansen vävdes i Italien och Spanien mycket vackra brokateller.